# 경은 이맹전 유허비 및 묘비
경은 이맹전 유허비 및 묘비(耕隱 李孟專 遺墟碑 및 墓碑)는 대한민국 경상북도 구미시 형곡 근린공원에 있는, 조선시대 이맹전(1392∼1480) 선생의 유허비 및 묘비이다. 1998년 4월 13일 경상북도의 문화재자료 제346호로 지정되었다.

## 개요
유허비란 옛 선현의 자취를 살피어 후세에 알리고 이를 계기로 그를 추모하기 위하여 세워두는 비로, 이 비는 조선시대 전기의 문신이자 생육신의 한 사람인 이맹전(1392∼1480) 선생의 공적을 기리고 있다.
선생의 호는 경은으로, 길재의 제자가 되어 가르침을 받고 과거에 급제하여 벼슬길에 올랐다. 거창 지역에 현감으로 있을 때에는 어진 다스림을 베풀어 고을 사람들의 칭송을 받았으며 ‘청백리’라는 호칭을 얻었다. 수양대군이 어린 조카인 단종의 왕위를 빼앗을 조짐이 보이자 벼슬을 버리고 고향인 선산으로 돌아왔고, 단종이 영월 땅으로 유배되자 귀머거리에 장님 행세를 하며 단종을 그리워하다 89세로 생을 마치었다.
비는 사각받침돌 위로 비몸을 세운 간결한 구조로, 숙종 때에 선산부사를 지내던 김만증이 이곳에 비각과 함께 세워두었다. 원래는 다른 곳에 있었으나, 후손들에 의해 선생이 태어난 고장인 이곳 형곡 근린공원으로 옮겨와 보존하고 있다.

## 참고 자료
- 경은 이맹전 유허비 및 묘비 - 국가유산청 국가유산포털